# Ахундова-Гараева, Сона Искендер кызы
Сона Искендер кызы Ахундова-Гараева (азерб. Sona xanım İsgəndər bəy qızı Axundova; 16 октября 1898, Баку — 19 октября 1971)  — азербайджанская поэтесса, одна из первых женщин в Азербайджане, получивших высшее образование. Мать композитора Кара Караева и врача Мурсала Караева.

## Биография
Сона Искендер кызы Ахундова родилась 16 октября 1898 года в Баку. Её отцом был Искендер Мирза Абдулгусейн бек оглу Ахундов, выпускник Краковско-Ягеллонского университета, матерью — Зулейха Байрамалибекова, одна из образованнейших и просвещённых женщин своего времени.
В 13 лет родители Ахундовой отдали её в школу для девочек при Бакинском муниципалитете. После окончания школы она продолжила образование в Бакинском филиале школы Святой Нины. Позже обучалась играть на фортепиано.
Ахундова проявляла интерес к поэзии ещё в школе. Читала стихи Мирзы Алекпера Сабира, интересовалась сатирическими стихами, статьями и карикатурами, публиковавшимися в журнале «Молла Насреддин».
Одно из самых известных стихотворений Ахундовой «Vətən» («Родина») вошло в изданную в 1974 году книгу «Ашуги и поэты Азербайджана».
Рецензии на стихи Соны публиковались в начале XX века в газетах «Səda» («Голос»), «Işiq» («Свет»), «Kaspi» («Каспий»), «Закавказская речь» и других. Ахундова сотрудничала с первой женской газетой «Işiq», и регулярно публиковала там свои стихи.

## Наследие
16 октября 2018 года Союз писателей Азербайджана представил книгу «Сона Ахундова-Гараева. Памятная книга», посвящённую 120-летию Соны Ахундовой-Гараевой, в Доме-музее Кара Караева. Книга написана на трёх языках: азербайджанском, английском и русском.

## Личная жизнь
Вышла замуж за видного врача, заслуженного деятеля науки Абульфаза Гараева, у них родилось двое сыновей — Кара и Мурсал Гараевы. Кара Караев стал известным композитором, Мурсал Гараев — врачом.